# Lockheed Have Blue
Le Lockheed Have Blue est un démonstrateur destiné à tester des dispositifs combinés de furtivité. Il fut le précurseur du célèbre avion d'attaque au sol Lockheed Martin F-117 Nighthawk.

## Historique

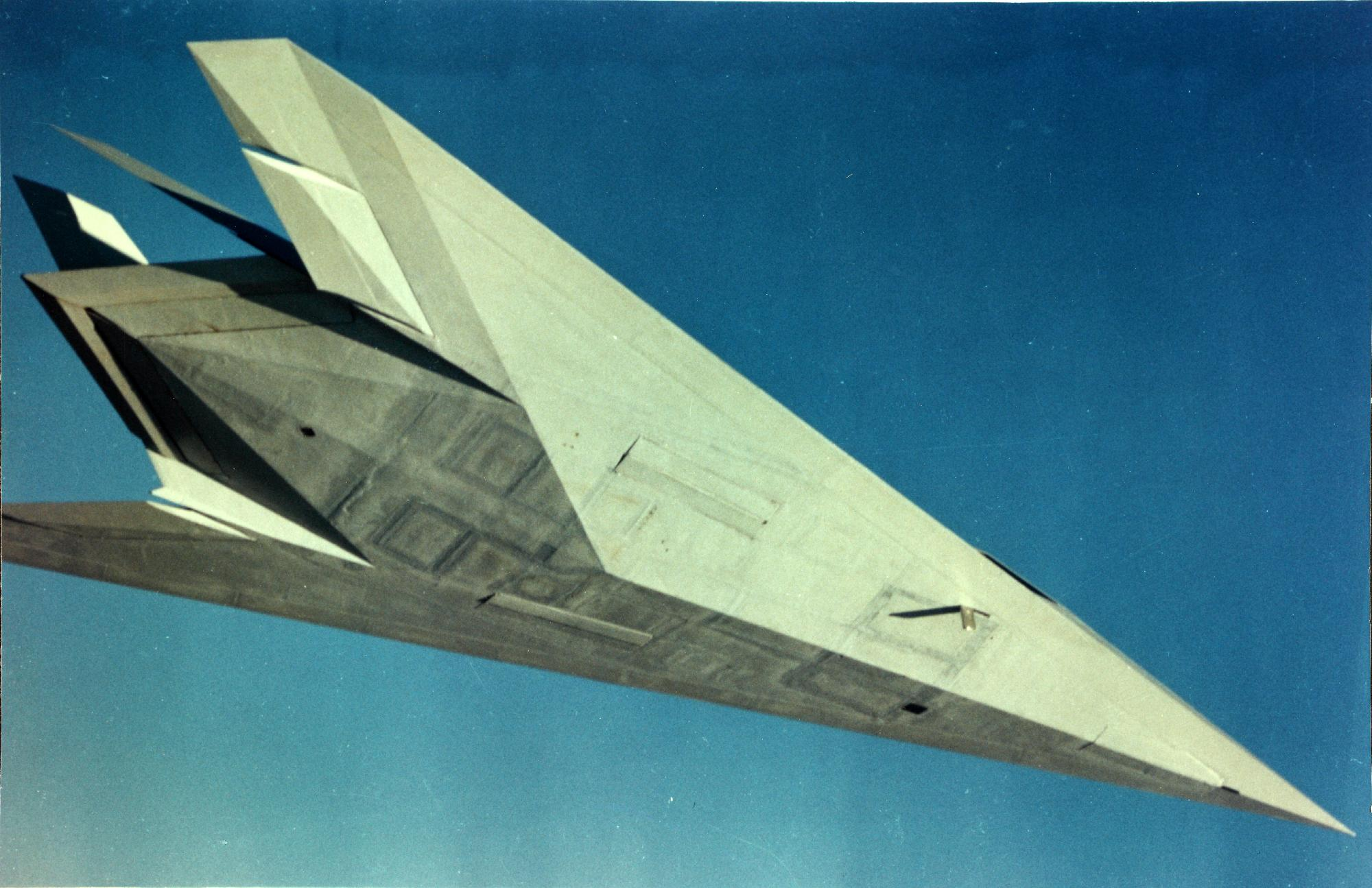
Modèle de Have Blue.

Au milieu des années 1970, les bureaux d'études du constructeur aéronautique Lockheed commencent à étudier un avion furtif, se basant en partie sur les recherches menées pour réduire la signature du Lockheed A-12 Oxcart. Les ingénieurs aboutirent à un avion possédant des formes polyédriques, des entrées d'air cachées derrière des grilles, un système complexe pour camoufler les tuyères et un revêtement absorbant les ondes radars (RAM). En 1977, un contrat fut signé avec la Defense Advanced Research Projects Agency pour la construction de deux prototypes à échelle réduite.
Nommé Have Blue, le projet était protégé par un secret absolu. Les prototypes furent construits en quelques mois. Pour gagner du temps, des éléments furent empruntés à des avions déjà existants : train d'atterrissage du A-10, poste de pilotage et siège éjectable du F-5, commandes de vol électriques du F-16, etc. Les moteurs étaient des General Electric J85 sans post-combustion. Aucun armement n'était installé.
Après avoir été acheminé dans la Zone 51 de la base de Nellis, le premier prototype fit son vol inaugural en 1er décembre 1977. Les tests consistaient à faire voler l'appareil sur un trajet pré-programmé à une distance d'environ 160 km d'un radar militaire suivi à une certaine distance par un avion d'observation. Les formes de l'appareil déviant les ondes radar, celui-ci ne pouvait être repéré que par l'avion d'observation ; un soldat placé sur la trajectoire suivie par l'avion devait témoigner du passage de l'étrange appareil. Le 4 mai 1978, le train d'atterrissage fut endommagé lors d'un touché de piste trop brutal, et le pilote dut finalement s'éjecter parce qu'il ne pouvait plus poser l'avion sur la piste. Le pilote fut sérieusement blessé et le prototype fut enterré sur le lieu du crash. L'expérimentation fut néanmoins considérée comme un succès. À ce jour le lieu exact de l'ensevelissement n'a pas pu être localisé.
Le second prototype mena ses essais de juin 1978 à fin 1979, permettant en particulier de montrer que l'avion était quasiment indétectable par les différents radars avec lesquels il fut testé. Cependant, avant chaque vol, une longue préparation était nécessaire pour vérifier le revêtement en RAM et boucher tous les joints, soit en collant des plaques de revêtement soit avec de la peinture spéciale. L'avion fut détruit à la suite d'un incendie moteur qui éclata lors d'un vol d'essai, obligeant le pilote à s'éjecter.

## Différences avec le F-117
Les deux appareils semblent très similaires, cependant le Have Blue est 40 % plus petit et 5 fois moins lourd que le F-117 et les deux plans verticaux de l'empennage sont orientés vers l'intérieur et non en V comme sur le F-117. Enfin le nez du Have Blue est plus pointu et plus efficient en termes de furtivité que le F-117 qui fut équipé d'un pare-brise plat et moins incliné dans une perspective d'affichage tête haute.